# Zweischlauchautomat

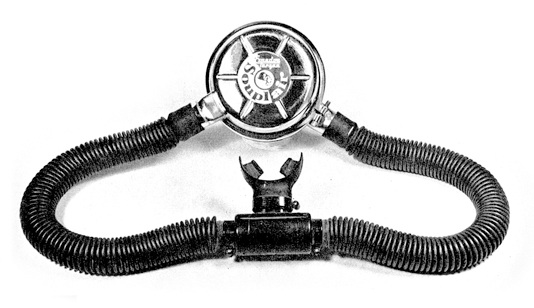
Beuchat Souplair Zweischlauchautomat von 1964.

Zweischlauchautomaten stellen die Bauform der ersten um  1942 entwickelten Atemregler dar, welche es ermöglichen, beim Tauchen aus einer mitgeführten Druckluftflasche zu atmen und sich so längerfristig unter Wasser aufzuhalten. Im Gegensatz zu aktuellen Atemreglern besaßen die ersten Zweischlauchautomaten nur eine einstufige Druckminderung, d. h. der Flaschendruck wurde direkt an den Umgebungsdruck angepasst.

## Prinzip und Geschichte
Der Flaschendruck in einer Druckluftflasche wurde durch ein Druckminderungssystem auf Umgebungsdruck heruntergeregelt. Diese Luft mit Umgebungsdruck wurde dann vom Automaten durch zwei weiche und nicht druckbeständige Gummifaltenbalgschläuche zu einem Mundstück geführt. Die Luftführung in diesen beiden Schläuchen war durch Einweg-Ventile so gesteuert, dass die Einatemluft durch den einen Schlauch zugeleitet und die Ausatemluft durch den anderen Schlauch nach hinten zum Atemregler abgeführt wurde. Dort konnte sie ins umgebende Wasser abgeblasen werden. Da bei diesem Typ zwei gleichförmige Faltenbalgschläuche vom Mundstück zum Automaten führte, wurde dieser Typ „Zweischlauchautomat“ genannt. Diese voluminösen zwei Faltenbalgschläuche haben lange Zeit das typische Bild eines Tauchers bestimmt.
Die bei den ersten Automaten eingesetzte direkte Herunterregelung des Flaschendruck auf Umgebungsdruck führte zu einer hohen Ventilansteuerkraft. Daher musste der Taucher beim Einatmen einen leichten Unterdruck erzeugen, was zu einem hohen Atemwiderstand und damit mäßigem Atemkomfort führte. Bald darauf wurde ein zweistufiges Prinzip eingeführt, das eine wesentlich feinfühligere Einstellung des Ventils ermöglichte. Der Atemkomfort erhöhte sich dadurch, da einfaches Einatmen zur Ventilöffnung ausreichte. Bei den zweistufigen Systemen betrug der Mitteldruck typisch etwa acht bar über Umgebungsdruck. Ausgehend vom Bauprinzip des Einstufenautomaten wurden auch die ersten Zweistufenautomaten in einem Gehäuse direkt am Flaschenventil angeordnet. 
Dieses Prinzip der zwei Schläuche hatte den Vorteil, dass das Mundstück sehr leicht war, und keine störenden Blasen vor der Maske des Tauchers aufstiegen. Vor allem bei Unterwasserfotografen und -filmern war dies beliebt. Der Nachteil war hauptsächlich, dass die zweite Stufe nur auf den Umgebungsdruck herunterregeln konnte, an dem der Automat sich gerade befand, und nicht auf den Umgebungsdruck des Mundstücks. Das hatte zur Folge, dass am Mundstück deutlich höherer Luftdruck anstand, wenn der Atemregler sich etwas tiefer befand, und umgekehrt ein deutlich spürbarer Unterdruck, wenn der Atemregler höher lag. Beim Tauchen hatte das den Effekt, dass dem Taucher beim Aufstieg ein Überdruck aus dem Atemregler entgegenströmte, während er beim Abtauchen stark saugen musste. Dieses Bauprinzip hat sich deshalb nicht weiter durchgesetzt.
Seit dem Jahr 2005 werden Zweischlauchautomaten mit moderner Zweistufentechnik und den Vorteilen beider Systeme aufgelegt, die jetzt auch die Europäische Norm EN-250 erreichen.